# Wrexham Football Club 1984-1985
Questa voce raccoglie le informazioni riguardanti il Wrexham Football Club nelle competizioni ufficiali della stagione 1984-1985.

## Stagione
La squadra partecipa al campionato di quarta serie concluso al 15º posto.
La squadra partecipa anche alla Coppa delle Coppe uscendo agli ottavi di finale per mano degli italiani della Roma.

## Rosa
| N. |                        | Ruolo | Calciatore          |
| -- | ---------------------- | ----- | ------------------- |
|    | Inghilterra (bandiera) | P     | Mike Hooper         |
|    | Inghilterra (bandiera) | P     | Stuart Kevin Parker |
|    | Galles (bandiera)      | P     | Chris Sander        |
|    | Inghilterra (bandiera) | D     | Shaun Cunnington    |
|    | Galles (bandiera)      | D     | Michael Williams    |
|    | Galles (bandiera)      | D     | Frank Jones         |
|    | Scozia (bandiera)      | D     | Jack Keay           |
|    | Galles (bandiera)      | D     | Neil Salathiel      |
|    | Galles (bandiera)      | D     | John King           |

| N. |                        | Ruolo | Calciatore           |
| -- | ---------------------- | ----- | -------------------- |
|    | Inghilterra (bandiera) | D     | Stephen Peter Wright |
|    | Galles (bandiera)      | C     | Barry Horne          |
|    | Inghilterra (bandiera) | C     | Paul Comstive        |
|    | Inghilterra (bandiera) | C     | Steve Charles        |
|    | Inghilterra (bandiera) | C     | David Gregory        |
|    | Inghilterra (bandiera) | C     | John Muldoon         |
|    | Galles (bandiera)      | C     | Kevin Rogers         |
|    | Galles (bandiera)      | A     | Andy Edwards         |
|    | Scozia (bandiera)      | A     | James Steel          |